# 岑长倩
岑長倩（?—691年）荊州人。唐朝宰相，邓国公。
岑文叔之子，早年失去雙親，由叔父岑文本撫養，曾任兵部侍郎，永淳元年（682年）四月進為同中書門下平章事，參與朝政。凤阁舍人张嘉福与洛州人王庆之等列名上表，请立武承嗣为皇太子，岑長倩不同意，违反了诸位武氏掌权者的意愿。
天授二年（691年）六月，武承嗣上表以長倩为武威道行军大总管，出兵吐蕃，未達前線就被召回，下狱，岑長倩吐出嘴里的口枚，破口大罵武承嗣算什么东西。来俊臣誣陷他与地官尚书格輔元、納言欧阳通等谋反，他被诛杀，其子靈源县令、广成县令（均失名，或误记为岑灵源、岑广成）等五人俱死。《旧唐书》作岑羲为岑长倩子，误，岑羲父为岑文本子岑曼倩。

## 延伸阅读
[在维基数据编辑]
 《新唐書·卷102》，出自《新唐書》